# استخوانی‌سر
اسخوانی‌سر (نام علمی: Oestocephalus) نام یک سرده از تیره استخوانی‌سران است.